# Etério (patrício)
Etério (em latim: Aetherius; 3 de outubro de 566) foi um patrício (aristocrata de Roma), oficial bizantino, senador e curador do palácio no século VI, durante o reinado dos imperadores Justiniano (r. 527–565) e Justino II (r. 565–578). Acusado de falsamente conspirar para entronar Teodoro (filho de Pedro, o Patrício), foi executado.

## Vida
Sabe-se apenas que Etério era tio do bizantino Sérgio. Foi considerado um importante membro do senado durante o reinado de Justiniano e entre 560 e 566 serviu como curador do Palácio de Antíoco, com o banqueiro Marcelo (aparentemente um de seus subordinados). Segundo o historiador bizantino  Evágrio Escolástico, enquanto esteve nesta posição, roubou os vivos e os mortos semelhante ao seu nome.
No final de 560, Etério e o curador bizantino Jorge foram acusados pelo prefeito pretoriano Eugênio de conspirar para substituir Justiniano por Teodoro, filho do oficial e diplomata bizantino Pedro, o Patrício; essa acusação foi examinada e descartada como infundada. No final de 562, foi suspeito de envolvimento na mesma conspiração contra Justiniano, tal como seu sobrinho Sérgio. No decorrer das investigações, dois dos inquisidores, Constantino e Juliano, foram removidos do caso por suspeitas de favorecê-lo. Em 565, ele e o oficial bizantino Adeu tiveram ativa participação no exílio do patriarca Eutíquio de Constantinopla. Segundo as fontes, Etério prendeu Eutíquio na igreja em 22 de janeiro com alguns soldados e levou-o ao mosteiro de Coracudim.
Em 566, no começo do reinado de Justino II foi condenado por tentar envenenar o imperador; ele acusou Adeu de cumplicidade e ambos foram executados em 3 de outubro. Nesse ano, Etério é registrado como patrício e aparentemente ainda mantinha seu ofício de curador. Em vida, teve como protegido Anastácio, que é descrito como tendo aprendido a arte de causar danos dele. Também se sabe por uma inferência contida na obra do bispo egípcio João de Niciu que ele e Adeu ofereceram a Justiniano os serviços de um feiticeiro.